# Richmond (Quebec)
Pronunciação
Richmond é uma cidade localizada na província de Quebec no Canadá.